# 小島民雄
小島 民雄（こじま たみお、1930年1月25日 - 2025年6月17日）は、日本の経営者。集英社社長を務めた。

## 来歴・人物
埼玉県出身。1953年に國學院大學文学部国文学科を卒業し、同年に集英社に入社。1980年に取締役に就任し、1994年に顧問を経て、1996年8月に社長に就任。2000年8月には会長に就任。
2025年6月17日死去。95歳没。